# Orlando Rodrigues
Pour les articles homonymes, voir Rodrigues (homonymie).
Rodrigues Gomes est un nom portugais ; le premier nom de famille (d'usage facultatif) est Rodrigues et le second est Gomes.
Orlando Sergio Rodrigues Gomes (né le 21 octobre 1969 à Baito) est un coureur cycliste portugais. Professionnel de 1991 à 2003, il a remporté le Tour du Portugal en 1994 et 1995, a été champion du Portugal sur route en 1994. Il a fait partie de l'équipe du Portugal aux épreuves de course en ligne des Jeux olympiques de 1996 et de 2000, et des championnats du monde de cyclisme sur route 1991, 1994 et 1996. Il a également participé quatre fois au Tour de France, et a obtenu deux deuxièmes places d'étape en 1996 à Super Besse et à Grenoble (14e étape) en 1998. L'Italien Giuseppe Calcaterra, deuxième sur la ligne ce jour-là fut déclassé à la sixième place pour sprint irrégulier.

## Palmarès
- 1989
  - 4eb étape du Tour de l'Algarve
  - 2ea étape du Tour de l'Alentejo
- 1990
  - Clássica de Vila Franca de Xira
- 1991
  - 13eb et 15e étapes du Tour du Portugal
  - 2e du Tour du Portugal
- 1992
  - 3e étape du Grand Prix Abimota
  - 2e du Tour du Vaucluse
- 1993
  - 4e étape du Grand Prix Jornal de Noticias
- 1994
  -  Champion du Portugal sur route
  - Circuit de Getxo
  - 6e étape du Trophée Joaquim-Agostinho
  - Tour du Portugal :
    - Classement général
    - 3e étape

  - 2e du Trophée Joaquim-Agostinho
- 1995
  - Tour du Portugal :
    - Classement général
    - 5e étape

  - Classement général du Trophée Joaquim-Agostinho
- 1996
  - 3e du championnat du Portugal sur route
- 1997
  - 1re étape du GP Mosqueteiros
  - 10e du Tour de Catalogne
- 1998
  - 5e étape du Grand Prix Jornal de Noticias
  - 2e du Tour du Portugal
- 1999
  - 2e du championnat du Portugal sur route
- 2001
  - Circuit de Malveira
  - 2e étape du GP R.L.V.T.
- 2002
  - Clássica de Alcochete
- 2003
  - 3e du Circuit de Malveira

## Résultats sur les grands tours

### Tour de France
4 participations
- 1996 : 54e
- 1997 : 33e
- 1998 : abandon de l'équipe Banesto (17e étape)
- 2000 : 87e

### Tour d'Espagne
7 participations
- 1992 : 65e
- 1993 : 76e
- 1994 : 96e
- 1995 : 14e
- 1996 : 34e
- 1997 : abandon (7e étape)
- 1998 : abandon (19e étape)

### Tour d'Italie
3 participations
- 1993 : abandon
- 1999 : 51e
- 2000 : 66e